# Вальсальва (приспособление)
Вальсальва (устройство) — это устройство, которое используется в скафандрах, некоторых полнолицевых водолазных масках и водолазных шлемах, чтобы позволить космонавтам и водолазам выровнять давление в ушах при изменении давления.
При изменении внешнего давления в полости среднего уха давление не выравнивается. В таком случае закладывает уши и могут возникнуть неприятные ощущения. Такой эффект часто наблюдается при взлёте самолёта.
Для выравнивания давления во внутренних полостях черепа и внешнего давления используется манёвр Вальсальвы или манёвр Френцеля. Это действия, суть которых заключается в совершении выдоха при закрытом носе и рте. Внутри шлема космических скафандров и в полнолицевых водолазных масках невозможно блокировать нос рукой, так как туда нет доступа.
Для решения проблемы на внутреннюю часть обода гермошлема скафандра на ворсовую молнию, обычно с правой стороны, устанавливается вальсальва — губчатое устройство, подушка с двумя бугорками, похожая на клипсу. Если прижать к ней нос, он будет заблокирован. Тогда манёвр Вальсальвы можно осуществить.
Устройство вальсальва используется и как «чесалка» для носа. Иногда с помощью вальсальвы очищают глаза от слёз и средства, использующегося для предотвращения запотевания.